# Heidi Kerstiens
Heidi Kerstiens (* 7. August 1952) ist eine ehemalige deutsche Volleyballspielerin.

## Karriere
Heidi Kerstiens spielte in den 1970er und 1980er Jahren zusammen mit ihrer Schwester Marlis Volleyball beim Bundesligisten USC Münster. Hier wurde sie fünfmal Deutscher Pokalsieger und gewann viermal die Deutsche Meisterschaft. 1982 wurde die Zuspielerin mit Münster CEV-Pokalsieger. Heidi Kerstiens spielte vielfach für die Deutsche Volleyball-Nationalmannschaft und war hier 1981/82 auch Co-Trainerin.

## Privates
Heidi Kerstiens lebt in Münster.